# サム・メリル
サミュエル・ホスキンス・メリル（Samuel Hoskins Merrill, 1996年5月15日 - ）は、アメリカ合衆国ニューメキシコ州アルバカーキ出身のプロバスケットボール選手。NBAのクリーブランド・キャバリアーズに所属している。ポジションはシューティングガード。

## 経歴

### カレッジ
ユタ州立大学に進学後、末日聖徒イエス・キリスト教会のミッションとしてニカラグアへ渡り、2年間過ごした。
その後帰国し、1年目の2016-17シーズンは平均9.4得点を記録した。
2017-18シーズンは平均16.4得点を記録し、オールマウンテン・ウェスト・カンファレンス（MWC）サードチームに選出された。また、2018年5月には大学で知り合ったサッカー選手のカニアン・ウォードと結婚した。
2018-19シーズンは平均20.9得点・3.9リバウンド・1.1スティールを記録し、MWC最優秀選手賞を受賞。チームはMWCトーナメントで優勝し、NCAAトーナメントに出場した。

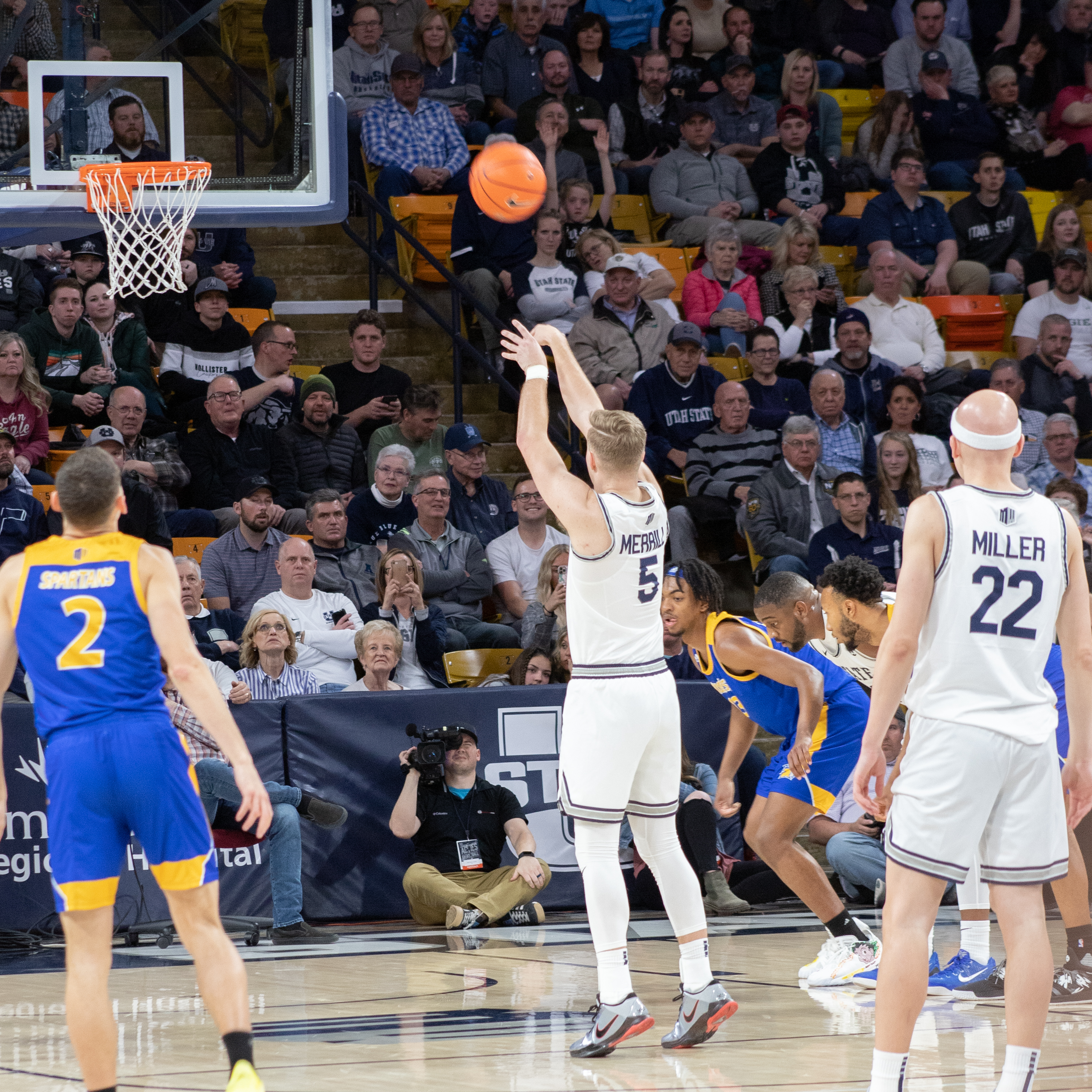
ユタ州立大学時代、フリースローを放つメリル
(2020年)

2019-20シーズンは平均19.7得点・4.1リバウンド・3.9アシストを記録。MWCトーナメントではサンディエゴ州立大学との決勝で、試合時間残り2.5秒での逆転シュートを含む27得点を記録し、MVPを受賞した。NCAAトーナメントにも出場予定だったが、新型コロナウイルスの影響で中止となった。

### ミルウォーキー・バックス
2020年のNBAドラフトにて全体60位でニューオーリンズ・ペリカンズから指名された。その後4チーム間のトレードで交渉権がミルウォーキー・バックスへ移り、バックスと契約した。
2020-21シーズンはNBAで30試合に出場し、シーズン途中にはGリーグのメンフィス・ハッスルでもプレーした。チームはプレーオフを勝ち上がり、NBAファイナルでフェニックス・サンズに勝利して優勝した。

### メンフィス・グリズリーズ
2021年8月7日にグレイソン・アレンとのトレードで、2つのドラフト2巡目指名権と共にメンフィス・グリズリーズへ移籍した。。
2022年1月1日に解雇された。

### クリーブランド・チャージ
2022年8月13日にサクラメント・キングスと契約したが、2022-23シーズン開幕前に解雇された。その後、10月24日に行われたGリーグドラフトにて、全体1位でクリーブランド・チャージから指名され入団した。

### クリーブランド・キャバリアーズ
2023年3月3日にクリーブランド・キャバリアーズと10日間契約を結び、14日に複数年の正式契約を結んだ。
2023-24シーズン、2023年12月20日のユタ・ジャズ戦で8本の3ポイントシュートを成功させ、キャリアハイとなる27得点を記録した。

## 個人成績

### NBA

#### レギュラーシーズン
| シーズン | チーム | GP  | GS | MPG  | FG%  | 3P%  | FT%   | RPG | APG | SPG | BPG | PPG |
| -------- | ------ | --- | -- | ---- | ---- | ---- | ----- | --- | --- | --- | --- | --- |
| 2020–21  | MIL    | 30  | 2  | 7.8  | .444 | .447 | 1.000 | 1.0 | .7  | .3  | .0  | 3.0 |
| 2021–22  | MEM    | 6   | 0  | 9.7  | .333 | .304 | .500  | 1.2 | .7  | .0  | .0  | 4.2 |
| 2022–23  | CLE    | 5   | 0  | 11.8 | .409 | .278 | 1.000 | 1.8 | 1.0 | .8  | .0  | 5.0 |
| 2023–24  | CLE    | 61  | 1  | 17.5 | .402 | .404 | .929  | 2.0 | 1.8 | .3  | .1  | 8.0 |
| 2024–25  | CLE    | 71  | 4  | 19.7 | .406 | .372 | .966  | 2.2 | 1.5 | .7  | .2  | 7.2 |
| 通算     | 通算   | 173 | 7  | 13.9 | .405 | .386 | .925  | 1.9 | 1.4 | .5  | .1  | 6.5 |

#### プレーオフ
| シーズン | チーム | GP | GS | MPG  | FG%  | 3P%  | FT%   | RPG | APG | SPG | BPG | PPG |
| -------- | ------ | -- | -- | ---- | ---- | ---- | ----- | --- | --- | --- | --- | --- |
| 2021     | MIL    | 8  | 0  | 3.8  | .286 | .200 | ---   | .6  | .1  | .5  | .0  | .6  |
| 2024     | CLE    | 10 | 0  | 12.5 | .345 | .370 | 1.000 | 1.2 | .9  | .0  | .0  | 3.3 |
| 2025     | CLE    | 8  | 3  | 19.9 | .375 | .359 | .667  | 2.5 | 1.8 | .5  | .3  | 5.8 |
| 通算     | 通算   | 26 | 3  | 12.1 | .355 | .352 | .833  | 1.4 | .9  | .3  | .1  | 3.2 |

### カレッジ
| シーズン | チーム        | GP  | GS  | MPG  | FG%  | 3P%  | FT%  | RPG | APG | SPG | BPG | PPG  |
| -------- | ------------- | --- | --- | ---- | ---- | ---- | ---- | --- | --- | --- | --- | ---- |
| 2016–17  | ユタ ステート | 31  | 18  | 26.2 | .450 | .451 | .878 | 3.0 | 3.2 | .9  | .2  | 9.1  |
| 2017–18  | ユタ ステート | 34  | 33  | 35.4 | .504 | .464 | .849 | 3.3 | 3.1 | 1.0 | .2  | 16.3 |
| 2018–19  | ユタ ステート | 35  | 35  | 35.3 | .461 | .376 | .909 | 3.9 | 4.2 | 1.1 | .3  | 20.9 |
| 2019–20  | ユタ ステート | 32  | 32  | 35.0 | .461 | .410 | .893 | 4.1 | 3.9 | .9  | .1  | 19.7 |
| 通算     | 通算          | 132 | 118 | 33.1 | .470 | .420 | .891 | 3.6 | 3.6 | 1.0 | .2  | 16.6 |